# Adventure of a Lifetime
«Adventure Of A Lifetime» —en español: «Aventura de una vida»— es una canción de la banda británica Coldplay. Fue lanzado el día 6 de noviembre de 2015 y es el primer sencillo del séptimo disco de estudio titulado, A Head Full of Dreams.

## Recepción
Después de su lanzamiento, "Adventure Of A Lifetime" recibió críticas positivas por parte de los expertos. Filippo L'Astorina de la página británica de entretenimiento The Upcoming calificó la canción con cuatro de cinco estrellas. Escribiendo para el sitio web Idolator, Bianca Gracie y Robbie Daw clasificaron el canto con un 7/10 y 8/10, respectivamente, indicando que la canción es "increíblemente vibrante de una manera casi infantil, dichosa ya que da un subidón tan enérgico" y que es "el mejor sencillo de Coldplay en siete años "". Rolling Stone clasificó "Adventure of a Lifetime" en el número 41 en su lista de fin de año en donde se ubican las 50 mejores canciones de 2015.

## Video musical
El vídeo musical oficial fue dirigido por Mat Whitecross. Fue estrenado el día 27 de noviembre de 2015. El concepto del vídeo es alrededor del líder de la banda Chris Martin y una captura de movimiento por parte de Andy Serkis. Llevó alrededor de seis meses realizar el vídeo. El vídeo trata de un grupo de chimpancés que encuentran el poder de la música y bailan.

### Lanzamiento
Un teaser de 15 segundos titulado "#AOALvideo November 27" fue subido en la cuenta oficial de YouTube de la banda el 12 de noviembre de 2015. El teaser consistió en un breve fragmento del video, detrás de las escenas de vídeo y animación de la obra única. El patrón geométrico y el patrón representante del álbum, la Flor de la vida aparecieron al final del sumario.
El video musical fue subido en la página oficial de la banda a las 8:00 a. m. (hora del Reino Unido) el 27 de noviembre de 2015. El 29 de noviembre de 2015, el video fue subido en la cuenta oficial de YouTube.

### Sinopsis
Los miembros de la banda (que están representados como monos) están rodeados de otros chimpancés. El vídeo CGI animado cuenta con un grupo de chimpancés amantes de la música que vienen a través de un altavoz de Beats Pill bajo una pila de hojas. Los primates luego descubren el poder de la música y forman una banda que se asemeja a los miembros de Coldplay. El video comienza con un diseño similar al video musical de Coldplay del 2011, "Paradise". Durante la apertura del video animado, cuatro chimpancés (interpretan a los miembros de la banda) estaban sentados en un bosque. Los primeros versículos comienzan después de un chimpancé (interpreta a Jonny Buckland) encuentra una bocina Beats Pill bajo un montón de hojas, mientras que el altavoz está reproduciendo la canción. Otro chimpancé (interpreta a Chris Martin) escucha al orador y llamar al resto de los chimpancés (interpretado por Guy Berryman y Will Champion) para reunirse. El chimpancé (interpretado por Martin) golpea el pecho y salta a una ruta dentro del bosque.
El personaje canta la canción y hacen cambios en las vides de árboles de sauce. Luego, los cuatro chimpancés bailan juntos durante el estribillo. Después del coro, los cuatro chimpancés encuentran una guitarra eléctrica, un bajo y una batería. Los chimpancés dan mal uso a los instrumentos, antes de darse cuenta de la correcta utilización de los estos. Los personajes tocan los instrumentos y forman una "banda de simios". Un sombrero se añade en el carácter de Buckland y un pendiente, se añade en el carácter de Berryman después de que formaron una banda.
Durante el puente de la canción, la banda está rodeado de otros chimpancés (también interpretado por ellos mismos). El resto del video contó con los movimientos del baile de los otros chimpancés y la actuación de la banda de simios. Al final del video, el personaje de Martin sube a un árbol y ve el bosque, que también contó con algunos templos de la India, que dan una referencia a la inspiración hindú del álbum asociado, A Head Full of Dreams.

## Composición
"Adventure Of A Lifetime" es una canción disco-rock con elementos pop rock. La canción es en torno a un repetitivo solo de guitarra.

## En la cultura popular
El 29 de diciembre de 2015, la canción se encontró disponible para su descarga en Rock Band 4.

## Lista de canciones
| Descarga digital, CD Promocional |                           |          |  |
| N.º                              | Título                    | Duración |  |
| 1.                               | «Adventure Of A Lifetime» | 4:24     |  |

Descarga Digital (radio edit)
| Digital download (Radio Edit) |                                        |          |  |
| N.º                           | Título                                 | Duración |  |
| 1.                            | «Adventure Of A Lifetime» (Radio Edit) | 3:43     |  |

| Descarga digital (remix) |                                          |          |  |
| N.º                      | Título                                   | Duración |  |
| 1.                       | «Adventure Of A Lifetime» (Matoma Remix) | 4:11     |  |

| CD Promocional Francia |                                        |          |  |
| N.º                    | Título                                 | Duración |  |
| 1.                     | «Adventure Of A Lifetime» (Short Edit) | 3:01     |  |

| CD Promocional Japón |                                           |          |  |
| N.º                  | Título                                    | Duración |  |
| 1.                   | «Adventure Of A Lifetime» (Album Version) | 4:26     |  |
| 2.                   | «Adventure Of A Lifetime» (Radio Edit)    | 3:43     |  |

| CD Promocional Remixes |                                                         |          |  |
| N.º                    | Título                                                  | Duración |  |
| 1.                     | «Adventure Of A Lifetime» (Main Version)                | 4:23     |  |
| 2.                     | «Adventure Of A Lifetime» (Radio Edit)                  | 3:43     |  |
| 3.                     | «Adventure Of A Lifetime» (Paul Vinx Remix)             | 3:52     |  |
| 4.                     | «Adventure Of A Lifetime» (Paul Vinx Edit)              | 3:46     |  |
| 5.                     | «Adventure Of A Lifetime» (K.R.A.S.H. Remix)            | 5:22     |  |
| 6.                     | «Adventure Of A Lifetime» (K.R.A.S.H. Edit)             | 5:20     |  |
| 7.                     | «Adventure Of A Lifetime» (Nejtrino & Baur Remix)       | 4:44     |  |
| 8.                     | «Adventure Of A Lifetime» (FREEJAK Remix)               | 5:17     |  |
| 9.                     | «Adventure Of A Lifetime» (Circuit Breaker Remix)       | 7:22     |  |
| 10.                    | «Adventure Of A Lifetime» (Instrumental Backing Vocals) | 4:23     |  |
| 11.                    | «Adventure Of A Lifetime» (Versión instrumental)        | 4:25     |  |

## Personal

### Coldplay
- Guy Berryman – bajo, teclados
- Jonny Buckland – Guitarra, teclados
- Will Champion – batería, programador, voz
- Chris Martin – Voz, piano, guitarra acústica

### Personal técnico
- Stargate – producción
- Phil Tan – Mezclador de audio

## Posicionamiento en listas
| Lista (2015-2016)                         | Mejor posición |
| ----------------------------------------- | -------------- |
| Alemania (Offizielle Deutsche Charts)     | 5              |
| Australia (ARIA)                          | 20             |
| Austria (Ö3 Austria Top 40)               | 14             |
| Bélgica (Flandes) (Ultratop 50)           | 5              |
| Bélgica (Valonia) (Ultratop 50)           | 2              |
| Canadá (Canadian Hot 100)                 | 11             |
| Dinamarca (Tracklisten)                   | 16             |
| Escocia (Scottish Singles Chart)          | 8              |
| Eslovaquia (Singles Digitál Top 100)      | 6              |
| Eslovenia (SloTop50)                      | 1              |
| España (Top 100 Canciones)                | 2              |
| España (Los 40 Principales)               | 1              |
| Estados Unidos (Billboard Hot 100)        | 13             |
| Estados Unidos (Alternative Airplay)      | 1              |
| Estados Unidos (Rock Songs)               | 2              |
| Estados Unidos (Pop Songs)                | 35             |
| Estados Unidos (Adult Pop Songs)          | 7              |
| Estados Unidos (Adult Contemporary)       | 12             |
| Estados Unidos (Hot Dance Club Songs)     | 1              |
| Finlandia (OFC)                           | 13             |
| Francia (SNEP)                            | 2              |
| Hungría (Single Top 40)                   | 5              |
| Irlanda (IRMA)                            | 8              |
| Israel (Media Forest)                     | 1              |
| Italia (FIMI)                             | 3              |
| Japón (Japan Hot 100)                     | 26             |
| México Airplay (Billboard)                | 1              |
| México (Mexico Ingles Airplay)            | 1              |
| Noruega (VG-lista)                        | 22             |
| Nueva Zelanda (Recorded Music NZ)         | 12             |
| Países Bajos (Dutch Top 40)               | 8              |
| Polonia (Polish Airplay Top 100)          | 3              |
| Reino Unido (UK Singles Chart)            | 7              |
| República Checa (Singles Digitál Top 100) | 9              |
| Suecia (Sverigetopplistan)                | 23             |
| Suiza (Schweizer Hitparade)               | 3              |

### Certificaciones
| País          | Organismo certificador | Certificación | Simbolización | Ventas  | Ref.   |
| ------------- | ---------------------- | ------------- | ------------- | ------- | ------ |
| Australia     | ARIA                   | Oro           | ●             | 35 000  | [ 53 ] |
| Canadá        | Music Canada           | Oro           | ●             | 40 000  | [ 54 ] |
| Dinamarca     | IFPI Dinamarca         | Oro           | ●             | 30 000  | [ 55 ] |
| España        | PROMUSICAE             | Platino       | ▲             | 25 000  | [ 56 ] |
| Italia        | FIMI                   | 2× Platino    | 2▲            | 100 000 | [ 57 ] |
| México        | AMPROFON               | Oro           | ●             | 30 000  | [ 58 ] |
| Nueva Zelanda | RIANZ                  | Platino       | ▲             | 15 000  | [ 59 ] |
| Reino Unido   | BPI                    | Oro           | ●             | 400 000 | [ 60 ] |
| Suiza         | IFPI Suiza             | Oro           | ●             | 15 000  | [ 61 ] |

### Sucesión en listas
| Anterior: «Mess Around» de Cage the Elephant         | Billboard Alternative Songs — Sencillo n.º 1 20 de febrero de 2016 — 4 de marzo de 2016 | Siguiente: «Mess Around» de Cage the Elephant |
| Anterior: «True Original» de Dave Audé con Andy Bell | Billboard Dance Club Songs — Sencillo n.º 1 19 de marzo de 2016 — 25 de marzo de 2016   | Siguiente: «When We Were Young» de Adele      |